# Valentino Orsini
Valentino Orsini (Pisa, 19 de gener de 1927 – Cerveteri, 26 de gener de 2001) va ser un director de cinema italià.

## Biografia
Després de diferents incursions en diferents facetes artístiques (va ser escultor, escenògraf i crític de cinema) a la seva ciutat natal, en 1954 Valentino Orsini va dirigir al costat dels Paolo i Vittorio Taviani (nascuts tots dos a les ciutat de San Miniato) el documental San Miniato: luglio 1944. Després d'altres documentals, la majoria amb els germans Taviani, va realitzar les seves primeres pel·lícules de ficció en 1962 i en 1963, totes dues amb els dos germans. Després d'altres documentals, Orsini va dirigir la seva primera pel·lícula de ficció I dannati della terra va arribar en 1969. A pesar que la seva filmografia de ficció (al contrari que la de documentals) va ser escassa, Orsini és considerat pel seu paper en la renovació del cinema d'Itàlia en els seixanta i setanta, afrontant temes com les lluites pageses a Sicília, el divorci, els països subdesenvolupats. En les seves últimes pel·lícules el seu compromís civil va estar menys present.
Durant diversos anys, va ser el professor de direcció de cinema a l'Escola Nacional de Cinema, Centre Sperimentale di Cinematografia a Roma, Itàlia. Entre els seus alumnes figuren Gabriele Muccino, Francesca Archibugi, Fausto Brizzi, Salvatore Mereu, Giuseppe Petitto o Paolo Franchi.

## Filmografia
- Un uomo da bruciare, codirigida amb Paolo i Vittorio Taviani (1962)
- I fuorilegge del matrimonio, codirigida amb Paolo i Vittorio Taviani (1963)
- I dannati della Terra (1969)
- Corbari (1970)
- L'amante dell'Orsa Maggiore (1971)
- Uomini e no (1980)
- Figlio mio, infinitamente caro... (1985)
- Icam 300 giorni (1986)